# 隨筆集
《隨筆集》是法國哲學家蒙田的107篇隨筆的文集，1580年出版，書名也譯作試筆集、隨想錄。

## 概要
全書共107篇，以短文的形式談論特定的話題，並引用古希臘、羅馬的文學補強，開啟法國隨筆的傳統。

## 出版
1572年開始執筆，1580年初版刊行，之後繼續刊行。以下是後世大多數版本的記號。
- A：1571～1580年著的部分。1580年刊
- B：1580～1588年著的部分。1588年刊
- C：1588～1592年著的部分。1595年刊（死後刊行）[1][2]

## 脚注
1. ↑  Montaigne, Michel de. The Complete Essays. Trans. M. A. Screech. London: Penguin, 2003 (1987), p. 1284
2. ↑  Les Essais (1595 text), Jean Céard, Denis Bjaï, Bénédicte Boudou, Isabelle Pantin, Hachette, Pochothèque, 2001, Livre de Poche, 2002.